# Diana Serra Cary

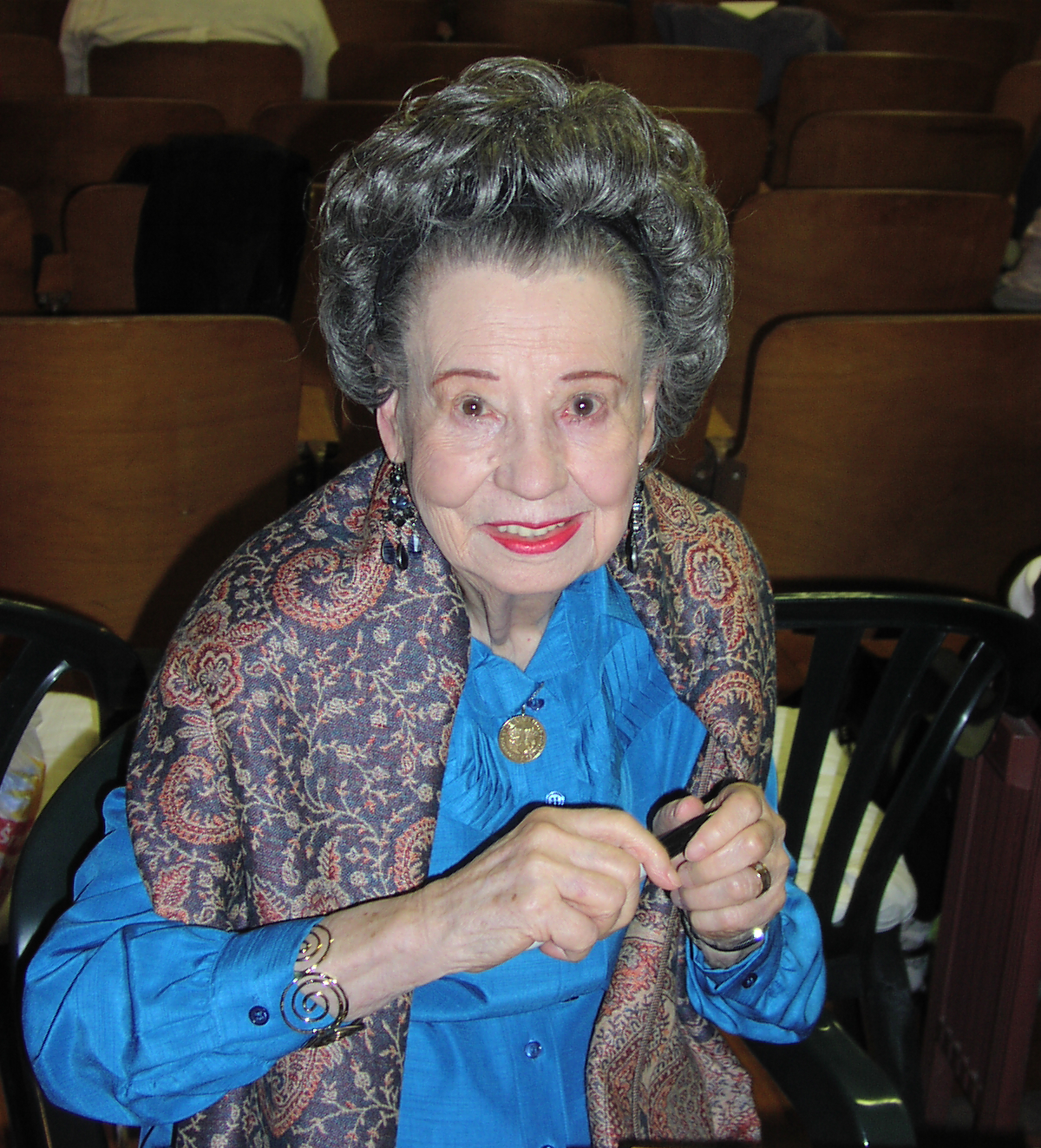
Diana Serra Cary w wieku 93 lat (2012)

Diana Serra Cary, właśc. Peggy-Jean Montgomery, ps. Baby Peggy (ur. 29 października 1918 w San Diego, zm. 24 lutego 2020 w Gustine) – amerykańska aktorka dziecięca okresu filmu niemego. Ostatnia żyjąca gwiazda ery kina niemego.

## Zarys biografii
W okresie kina niemego, w pierwszej połowie lat 20. XX wieku, była największą obok Jackiego Coogana dziecięcą gwiazdą Hollywood. W latach 1921–1924 wystąpiła w około 150 krótkometrażowych filmach komediowych wytwórni Century Studios. Zyskała olbrzymią popularność i liczne rzesze fanów. W 1923 r. rozpoczęła współpracę z wytwórnią Universal Pictures, co zaowocowało głównymi rolami w filmach pełnometrażowych. Pomimo sukcesów; w latach 30. występowała w filmach sporadycznie, aż w końcu w dorosłym życiu zrezygnowała z aktorstwa. Zajęła się pisaniem, jest autorką kilku książek; m.in. o historii kina niemego, a także własnej biografii. Działała jako obrończyni interesów dziecięcych aktorów.

## Zarys filmografii
W zdecydowanej większości filmów występowała jako Baby Peggy:
- Playmates (krótkometrażowy, 1921) jako Peggy Montgomery
- Brownie's Little Venus (krótkometrażowy, 1921) jako Peggy
- A Muddy Bride (krótkometrażowy, 1921)
- Fool's Paradise (pełnometrażowy, 1921)
- The Straphanger (krótkometrażowy, 1922) jako The Baby
- Little Miss Mischief (krótkometrażowy, 1922)
- Penrod (pełnometrażowy, 1922) jako Peggy Jane
- Peggy, Behave! (krótkometrażowy, 1922)
- Fools First (pełnometrażowy, 1922)
- Sweetie (krótkometrażowy, 1922) jako The Little Newspaper Vendor

## Życie prywatne
W 1938 r. wyszła za mąż za Gordona Ayresa. Rozwiedli się 10 lat później. W 1954 r. jej drugim mężem został Bob Cary. Byli małżeństwem do jego śmierci w 2001 r. Mieli jednego syna.